# Rhinogobius duospilus
Rhinogobius duospilus es una especie de pez de la familia de los Gobiidae en el orden de los Perciformes. 

## Morfología
Los machos pueden llegar a alcanzar los  cm de longitud total.

## Hábitat
Es un pez de clima subtropical (15 °C-25 °C) y demersal.

## Lista de subespecies
- Rhinogobius duospilus boggessi
- Rhinogobius duospilus duospilus
- Rhinogobius duospilus serratus

## Distribución geográfica
Se encuentran en Asia: la China y el Vietnam.

## Observaciones
Es inofensivo para los humanos.